# Varjão de Minas
Varjão de Minas is een gemeente in de Braziliaanse deelstaat Minas Gerais. De gemeente telt 6.520 inwoners (schatting 2009).

## Aangrenzende gemeenten
De gemeente grenst aan Patos de Minas, Presidente Olegário, São Gonçalo do Abaeté en Tiros.